# Benningen am Neckar
Benningen am Neckar es un municipio alemán perteneciente al distrito de Luisburgo de Baden-Wurtemberg.

## Localización
Se ubica a orillas del río Neckar, en la periferia nororiental de la capital distrital Luisburgo.

## Historia
Se conoce la existencia de la localidad desde el año 779. En la Edad Media sus tierras pertenecieron a la abadía de Fulda, a la abadía de Lorsch y a la diócesis de Espira, hasta que en los siglos XIV-XV se incorporó a Wurtemberg.

## Demografía
A 31 de diciembre de 2015 tiene 6212 habitantes.